# Convocazioni per il campionato europeo maschile under 21 di calcio 2019

## Gruppo A

### Belgio
Commissario tecnico:  Johan Walem
| N. | Pos. | Giocatore           | Data nascita (età)          | Pres. | Reti | Squadra            |
| -- | ---- | ------------------- | --------------------------- | ----- | ---- | ------------------ |
| 1  | P    | Nordin Jackers      | 5 settembre 1997 (22 anni)  | 11    | -11  | Genk               |
| 2  | D    | Dion Cools          | 4 giugno 1996 (23 anni)     | 15    | 3    | Club Bruges        |
| 3  | D    | Sebastiaan Bornauw  | 22 marzo 1999 (20 anni)     | 2     | 0    | Anderlecht         |
| 4  | D    | Wout Faes           | 3 aprile 1998 (21 anni)     | 12    | 0    | Ostenda            |
| 5  | D    | Casper De Norre     | 7 febbraio 1997 (22 anni)   | 7     | 0    | Genk               |
| 6  | C    | Samuel Bastien      | 26 settembre 1996 (22 anni) | 11    | 1    | Standard Liegi     |
| 7  | A    | Isaac Mbenza        | 8 marzo 1996 (23 anni)      | 13    | 2    | Huddersfield Town  |
| 8  | C    | Bryan Heynen        | 6 febbraio 1997 (22 anni)   | 9     | 0    | Genk               |
| 9  | A    | Aaron Leya Iseka    | 15 novembre 1997 (21 anni)  | 14    | 3    | Tolosa             |
| 10 | A    | Siebe Schrijvers    | 18 luglio 1996 (22 anni)    | 20    | 4    | Club Bruges        |
| 11 | A    | Dodi Lukebakio      | 24 settembre 1997 (21 anni) | 14    | 4    | Fortuna Düsseldorf |
| 12 | P    | Ortwin De Wolf      | 23 aprile 1997 (22 anni)    | 2     | 0    | Lokeren            |
| 13 | D    | Rocky Bushiri       | 30 novembre 1999 (19 anni)  | 4     | 0    | Eupen              |
| 14 | C    | Stephane Omeonga    | 27 marzo 1996 (23 anni)     | 7     | 0    | Genoa              |
| 15 | C    | Alexis De Sart      | 12 novembre 1996 (22 anni)  | 12    | 1    | Sint-Truiden       |
| 16 | C    | Yari Verschaeren    | 12 luglio 2001 (17 anni)    | 0     | 0    | Anderlecht         |
| 17 | C    | Alexis Saelemaekers | 27 giugno 1999 (19 anni)    | 4     | 0    | Anderlecht         |
| 18 | D    | Jur Schrijvers      | 11 marzo 1997 (22 anni)     | 6     | 0    | Waasland-Beveren   |
| 19 | A    | Francis Amuzu       | 23 agosto 1999 (19 anni)    | 4     | 2    | Anderlecht         |
| 20 | C    | Dries Wouters       | 28 gennaio 1997 (22 anni)   | 4     | 0    | Genk               |
| 21 | P    | Jens Teunckens      | 30 gennaio 1998 (21 anni)   | 2     | -4   | Anversa            |
| 22 | D    | Elias Cobbaut       | 24 novembre 1997 (21 anni)  | 7     | 0    | Anderlecht         |
| 23 | C    | Orel Mangala        | 18 marzo 1998 (21 anni)     | 6     | 0    | Amburgo            |

### Italia
Commissario tecnico:  Luigi Di Biagio
| N. | Pos. | Giocatore          | Data nascita (età)         | Pres. | Reti | Squadra    |
| -- | ---- | ------------------ | -------------------------- | ----- | ---- | ---------- |
| 1  | P    | Emil Audero        | 18 gennaio 1997 (22 anni)  | 10    | -9   | Sampdoria  |
| 2  | D    | Arturo Calabresi   | 17 marzo 1996 (23 anni)    | 7     | 0    | Bologna    |
| 3  | D    | Giuseppe Pezzella  | 29 novembre 1997 (21 anni) | 13    | 0    | Genoa      |
| 4  | D    | Kevin Bonifazi     | 19 marzo 1996 (23 anni)    | 6     | 0    | SPAL       |
| 5  | C    | Sandro Tonali      | 8 maggio 2000 (19 anni)    | 2     | 0    | Brescia    |
| 6  | D    | Alessandro Bastoni | 13 aprile 1999 (20 anni)   | 5     | 1    | Parma      |
| 7  | C    | Lorenzo Pellegrini | 19 giugno 1996 (22 anni)   | 11    | 4    | Roma       |
| 8  | C    | Nicolò Zaniolo     | 2 luglio 1999 (19 anni)    | 4     | 1    | Roma       |
| 9  | A    | Patrick Cutrone    | 3 gennaio 1998 (21 anni)   | 12    | 4    | Milan      |
| 10 | C    | Rolando Mandragora | 29 giugno 1997 (21 anni)   | 22    | 0    | Udinese    |
| 11 | A    | Riccardo Orsolini  | 24 gennaio 1997 (22 anni)  | 12    | 2    | Bologna    |
| 12 | D    | Federico Dimarco   | 10 novembre 1997 (21 anni) | 8     | 1    | Parma      |
| 13 | D    | Gianluca Mancini   | 17 aprile 1996 (23 anni)   | 10    | 0    | Atalanta   |
| 14 | A    | Federico Chiesa    | 25 ottobre 1997 (21 anni)  | 10    | 3    | Fiorentina |
| 15 | D    | Claud Adjapong     | 6 maggio 1998 (21 anni)    | 13    | 0    | Sassuolo   |
| 16 | P    | Lorenzo Montipò    | 20 febbraio 1996 (23 anni) | 2     | -2   | Benevento  |
| 17 | A    | Federico Bonazzoli | 21 maggio 1997 (22 anni)   | 8     | 2    | Padova     |
| 18 | C    | Nicolò Barella     | 7 febbraio 1997 (22 anni)  | 6     | 0    | Cagliari   |
| 19 | D    | Filippo Romagna    | 26 maggio 1997 (22 anni)   | 16    | 0    | Cagliari   |
| 20 | A    | Moise Kean         | 28 febbraio 2000 (19 anni) | 3     | 2    | Juventus   |
| 21 | C    | Manuel Locatelli   | 8 gennaio 1998 (21 anni)   | 17    | 1    | Sassuolo   |
| 22 | P    | Alex Meret         | 22 marzo 1997 (22 anni)    | 2     | -3   | Napoli     |
| 23 | C    | Alessandro Murgia  | 9 settembre 1996 (22 anni) | 14    | 1    | SPAL       |

Nella lista ufficiale dei convocati era inizialmente presente anche Andrea Pinamonti, ma un infortunio ha reso necessaria la sua sostituzione con Federico Bonazzoli entro il termine consentito dal regolamento.

### Polonia
Commissario tecnico:  Marcin Dorna
| N. | Pos. | Giocatore           | Data nascita (età)          | Pres. | Reti | Squadra            |
| -- | ---- | ------------------- | --------------------------- | ----- | ---- | ------------------ |
| 1  | P    | Kamil Grabara       | 8 gennaio 1999 (20 anni)    | 9     | -7   | Aarhus             |
| 2  | C    | Przemysław Płacheta | 23 marzo 1998 (21 anni)     | 0     | 0    | Podbeskidzie       |
| 3  | D    | Kamil Pestka        | 22 agosto 1998 (20 anni)    | 7     | 0    | Chrobry Głogów     |
| 4  | D    | Mateusz Wieteska    | 11 febbraio 1997 (22 anni)  | 13    | 2    | Legia Varsavia     |
| 5  | D    | Paweł Bochniewicz   | 30 gennaio 1996 (23 anni)   | 11    | 0    | Górnik Zabrze      |
| 6  | D    | Krystian Bielik     | 4 gennaio 1998 (21 anni)    | 3     | 1    | Charlton           |
| 7  | C    | Szymon Żurkowski    | 25 settembre 1997 (21 anni) | 9     | 1    | Górnik Zabrze      |
| 8  | C    | Jakub Piotrowski    | 4 ottobre 1997 (21 anni)    | 10    | 0    | Genk               |
| 9  | A    | Dawid Kownacki      | 14 marzo 1997 (22 anni)     | 20    | 15   | Fortuna Düsseldorf |
| 10 | C    | Sebastian Szymański | 10 maggio 1999 (20 anni)    | 12    | 2    | Legia Varsavia     |
| 11 | A    | Karol Swiderski     | 23 gennaio 1997 (22 anni)   | 9     | 0    | PAOK               |
| 12 | P    | Mateusz Lis         | 27 febbraio 1997 (22 anni)  | 0     | 0    | Wisła Cracovia     |
| 13 | C    | Mateusz Wdowiak     | 28 agosto 1996 (22 anni)    | 1     | 0    | KS Cracovia        |
| 14 | A    | Adam Buksa          | 12 luglio 1996 (22 anni)    | 9     | 2    | Pogoń Stettino     |
| 15 | D    | Dominik Jończy      | 17 maggio 1997 (22 anni)    | 0     | 0    | Podbeskidzie       |
| 16 | C    | Patryk Dziczek      | 25 marzo 1998 (21 anni)     | 10    | 0    | Piast Gliwice      |
| 17 | C    | Kamil Jóźwiak       | 22 aprile 1999 (20 anni)    | 7     | 0    | Lech Poznań        |
| 18 | A    | Paweł Tomczyk       | 4 maggio 1998 (21 anni)     | 7     | 3    | Piast Gliwice      |
| 19 | C    | Filip Jagiełło      | 8 maggio 1997 (22 anni)     | 6     | 1    | Zagłębie Lubin     |
| 20 | D    | Robert Gumny        | 4 giugno 1998 (21 anni)     | 7     | 0    | Lech Poznań        |
| 21 | D    | Karol Fila          | 13 giugno 1998 (21 anni)    | 1     | 0    | Lechia Danzica     |
| 22 | P    | Tomasz Loska        | 26 gennaio 1996 (23 anni)   | 2     | -2   | Górnik Zabrze      |
| 23 | C    | Konrad Michalak     | 19 settembre 1997 (21 anni) | 10    | 3    | Lechia Danzica     |

### Spagna
Commissario tecnico:  Luis de la Fuente
| N. | Pos. | Giocatore             | Data nascita (età)         | Pres. | Reti | Squadra         |
| -- | ---- | --------------------- | -------------------------- | ----- | ---- | --------------- |
| 1  | P    | Antonio Sivera        | 11 agosto 1996 (22 anni)   | 6     | -6   | Alavés          |
| 2  | D    | Jesús Vallejo         | 5 gennaio 1997 (22 anni)   | 18    | 0    | Real Madrid     |
| 3  | D    | Aarón Martín          | 22 aprile 1997 (22 anni)   | 10    | 0    | Magonza         |
| 4  | D    | Jorge Meré            | 17 aprile 1997 (22 anni)   | 28    | 3    | Colonia         |
| 5  | D    | Unai Núñez            | 30 gennaio 1997 (22 anni)  | 10    | 0    | Athletic Bilbao |
| 6  | C    | Fabian Ruiz           | 3 aprile 1996 (23 anni)    | 10    | 3    | Napoli          |
| 7  | C    | Carlos Soler          | 2 gennaio 1997 (22 anni)   | 16    | 4    | Valencia        |
| 8  | C    | Mikel Merino          | 22 giugno 1996 (22 anni)   | 15    | 4    | Real Sociedad   |
| 9  | A    | Borja Mayoral         | 5 aprile 1997 (22 anni)    | 26    | 14   | Levante         |
| 10 | C    | Dani Ceballos         | 7 agosto 1996 (22 anni)    | 24    | 6    | Real Madrid     |
| 11 | A    | Mikel Oyarzabal       | 21 aprile 1997 (22 anni)   | 20    | 6    | Real Sociedad   |
| 12 | C    | Manu Vallejo          | 14 febbraio 1997 (22 anni) | 2     | 0    | Cadice          |
| 13 | P    | Unai Simón            | 11 giugno 1997 (21 anni)   | 9     | -5   | Athletic Bilbao |
| 14 | C    | Igor Zubeldia         | 30 marzo 1997 (22 anni)    | 3     | 0    | Real Sociedad   |
| 15 | D    | Martín Aguirregabiria | 10 maggio 1996 (23 anni)   | 1     | 0    | Alavés          |
| 16 | D    | Pol Lirola            | 13 agosto 1997 (21 anni)   | 2     | 0    | Sassuolo        |
| 17 | D    | Alfonso Pedraza       | 9 maggio 1996 (23 anni)    | 13    | 0    | Villarreal      |
| 18 | A    | Rafa Mir              | 18 giugno 1997 (21 anni)   | 8     | 5    | Las Palmas      |
| 19 | A    | Dani Olmo             | 7 maggio 1998 (21 anni)    | 6     | 0    | Dinamo Zagabria |
| 20 | D    | Junior Firpo          | 22 agosto 1996 (22 anni)   | 1     | 0    | Betis           |
| 21 | C    | Marc Roca             | 26 novembre 1996 (22 anni) | 4     | 1    | Espanyol        |
| 22 | C    | Pablo Fornals         | 22 febbraio 1996 (23 anni) | 12    | 0    | Villarreal      |
| 23 | P    | Dani Martin           | 8 luglio 1998 (20 anni)    | 0     | 0    | Sporting Gijón  |

## Gruppo B

### Austria
Commissario tecnico:  Werner Gregoritsch
| N. | Pos. | Giocatore             | Data nascita (età)          | Pres. | Reti | Squadra          |
| -- | ---- | --------------------- | --------------------------- | ----- | ---- | ---------------- |
| 1  | P    | Johannes Kreidl       | 7 marzo 1996 (23 anni)      | 2     | 0    | Ried             |
| 2  | D    | Marco Friedl          | 16 marzo 1998 (21 anni)     | 13    | 1    | Werder Brema     |
| 3  | C    | Emir Karic            | 9 giugno 1997 (22 anni)     | 2     | 0    | Altach           |
| 4  | D    | Stefan Posch          | 14 maggio 1997 (22 anni)    | 7     | 1    | Hoffenheim       |
| 5  | D    | Philipp Lienhart      | 11 luglio 1996 (22 anni)    | 27    | 2    | Friburgo         |
| 6  | C    | Kevin Danso           | 19 settembre 1998 (20 anni) | 7     | 0    | Augusta          |
| 7  | A    | Adrian Grbić          | 4 agosto 1996 (22 anni)     | 15    | 5    | Altach           |
| 8  | C    | Xaver Schlager        | 28 settembre 1997 (21 anni) | 6     | 2    | Salisburgo       |
| 9  | A    | Marko Kvasina         | 20 dicembre 1996 (22 anni)  | 23    | 4    | Mattersburg      |
| 10 | D    | Petar Gluhakovic      | 25 marzo 1996 (23 anni)     | 12    | 0    | Austria Vienna   |
| 11 | C    | Mathias Honsak        | 20 dicembre 1996 (22 anni)  | 12    | 7    | Holstein Kiel    |
| 12 | P    | Patrick Pentz         | 2 gennaio 1997 (22 anni)    | 1     | 0    | Austria Vienna   |
| 13 | D    | Maximilian Ullmann    | 17 giugno 1996 (22 anni)    | 13    | 2    | LASK             |
| 14 | C    | Husein Balić          | 15 luglio 1996 (22 anni)    | 0     | 0    | St. Pölten       |
| 15 | D    | Dario Maresic         | 29 settembre 1999 (19 anni) | 10    | 1    | Sturm Graz       |
| 16 | C    | Saša Kalajdžić        | 7 luglio 1997 (21 anni)     | 2     | 0    | Admira Wacker M. |
| 17 | C    | Ivan Ljubic           | 7 luglio 1996 (22 anni)     | 7     | 0    | Sturm Graz       |
| 18 | C    | Dejan Ljubicic        | 8 ottobre 1997 (21 anni)    | 8     | 0    | Rapid Vienna     |
| 19 | C    | Hannes Wolf           | 16 aprile 1999 (20 anni)    | 8     | 1    | Salisburgo       |
| 20 | C    | Christoph Baumgartner | 1º agosto 1999 (19 anni)    | 6     | 0    | Hoffenheim       |
| 21 | C    | Sascha Horvath        | 22 agosto 1996 (22 anni)    | 17    | 1    | Wacker Innsbruck |
| 22 | D    | Sandro Ingolitsch     | 18 aprile 1997 (22 anni)    | 11    | 0    | St. Pölten       |
| 23 | P    | Alexander Schlager    | 1º febbraio 1996 (23 anni)  | 15    | 0    | LASK             |

### Danimarca
Commissario tecnico:  Niels Frederiksen
| N. | Pos. | Giocatore              | Data nascita (età)          | Pres. | Reti | Squadra             |
| -- | ---- | ---------------------- | --------------------------- | ----- | ---- | ------------------- |
| 1  | P    | Daniel Iversen         | 19 luglio 1997 (21 anni)    | 13    | -13  | Oldham Athletic     |
| 2  | D    | Rasmus Kristensen      | 11 luglio 1997 (21 anni)    | 23    | 7    | Ajax                |
| 3  | D    | Jacob Rasmussen        | 28 maggio 1997 (22 anni)    | 17    | 0    | Empoli              |
| 4  | D    | Jonas Bager            | 18 luglio 1996 (22 anni)    | 8     | 0    | Randers             |
| 5  | D    | Victor Nelsson         | 14 ottobre 1998 (20 anni)   | 0     | 0    | Nordsjælland        |
| 6  | C    | Philip Billing         | 11 giugno 1996 (23 anni)    | 9     | 1    | Huddersfield Town   |
| 7  | A    | Mikkel Duelund         | 15 marzo 1996 (23 anni)     | 21    | 6    | Dinamo Kiev         |
| 8  | C    | Mathias Jensen         | 1º gennaio 1996 (23 anni)   | 13    | 2    | Celta Vigo          |
| 9  | A    | Marcus Ingvartsen      | 4 gennaio 1996 (23 anni)    | 28    | 17   | Genk                |
| 10 | A    | Robert Skov            | 20 maggio 1996 (23 anni)    | 18    | 9    | Copenaghen          |
| 11 | A    | Jacob Bruun Larsen     | 19 settembre 1998 (20 anni) | 10    | 3    | Borussia Dortmund   |
| 12 | D    | Asger Sørensen         | 5 giugno 1996 (23 anni)     | 8     | 0    | Jahn Ratisbona      |
| 13 | D    | Mads Pedersen          | 1º settembre 1996 (22 anni) | 13    | 0    | Nordsjælland        |
| 14 | A    | Anders Dreyer          | 2 maggio 1998 (21 anni)     | 9     | 0    | St. Mirren          |
| 15 | D    | Joakim Mæhle           | 20 maggio 1997 (22 anni)    | 5     | 0    | Genk                |
| 16 | P    | Peter Vindahl-Jensen   | 16 febbraio 1998 (21 anni)  | 2     | -2   | Nordsjælland        |
| 17 | A    | Andreas Olsen          | 29 dicembre 1999 (19 anni)  | 7     | 2    | Nordsjælland        |
| 18 | C    | Oliver Abildgaard      | 10 giugno 1996 (23 anni)    | 11    | 2    | Aalborg             |
| 19 | D    | Andreas Poulsen        | 13 ottobre 1999 (19 anni)   | 8     | 0    | Borussia M'gladbach |
| 20 | C    | Magnus Kofoed Andersen | 10 maggio 1999 (20 anni)    | 7     | 0    | Nordsjælland        |
| 22 | C    | Jens Stage             | 8 novembre 1996 (22 anni)   | 6     | 1    | Aarhus              |
| 22 | P    | Oskar Snorre           | 26 gennaio 1999 (20 anni)   | 2     | -4   | Lyngby              |
| 23 | A    | Jonas Wind             | 7 febbraio 1999 (20 anni)   | 3     | 1    | Copenaghen          |

### Germania
Commissario tecnico:  Stefan Kuntz
| N. | Pos. | Giocatore              | Data nascita (età)          | Pres. | Reti | Squadra             |
| -- | ---- | ---------------------- | --------------------------- | ----- | ---- | ------------------- |
| 1  | P    | Alexander Nübel        | 30 settembre 1996 (22 anni) | 12    | -10  | Schalke 04          |
| 2  | D    | Benjamin Henrichs      | 23 febbraio 1997 (22 anni)  | 13    | 0    | Monaco              |
| 3  | D    | Lukas Klostermann      | 3 giugno 1996 (23 anni)     | 17    | 2    | RB Lipsia           |
| 4  | D    | Jonathan Tah           | 11 febbraio 1996 (23 anni)  | 9     | 0    | Bayer Leverkusen    |
| 5  | D    | Timo Baumgartl         | 4 marzo 1996 (23 anni)      | 15    | 1    | Stoccarda           |
| 6  | C    | Maximilian Eggestein   | 8 dicembre 1996 (22 anni)   | 11    | 1    | Werder Brema        |
| 7  | C    | Levin Öztunali         | 15 marzo 1996 (23 anni)     | 25    | 7    | Magonza             |
| 8  | C    | Mahmoud Dahoud         | 1º gennaio 1996 (23 anni)   | 17    | 3    | Borussia Dortmund   |
| 9  | A    | Lukas Nmecha           | 14 dicembre 1998 (20 anni)  | 1     | 0    | Manchester City     |
| 10 | A    | Luca Waldschmidt       | 19 maggio 1996 (21 anni)    | 10    | 3    | Friburgo            |
| 11 | A    | Marco Richter          | 24 novembre 1997 (21 anni)  | 4     | 0    | Augusta             |
| 12 | P    | Florian Müller         | 13 novembre 1997 (21 anni)  | 2     | -3   | Magonza             |
| 13 | A    | Johannes Eggestein     | 8 maggio 1998 (21 anni)     | 6     | 1    | Werder Brema        |
| 14 | D    | Maximilian Mittelstädt | 18 marzo 1997 (22 anni)     | 4     | 1    | Hertha Berlino      |
| 15 | D    | Waldemar Anton         | 20 luglio 1996 (22 anni)    | 11    | 0    | Hannover 96         |
| 16 | C    | Suat Serdar            | 11 aprile 1997 (22 anni)    | 5     | 2    | Schalke 04          |
| 17 | D    | Felix Uduokhai         | 9 settembre 1997 (21 anni)  | 6     | 1    | Wolfsburg           |
| 18 | C    | Nadiem Amiri           | 27 ottobre 1996 (22 anni)   | 19    | 3    | Hoffenheim          |
| 19 | C    | Florian Neuhaus        | 16 marzo 1997 (22 anni)     | 12    | 1    | Borussia M'gladbach |
| 20 | D    | Robin Koch             | 17 luglio 1996 (22 anni)    | 3     | 0    | Friburgo            |
| 21 | C    | Arne Maier             | 8 gennaio 1999 (20 anni)    | 5     | 0    | Hertha Berlino      |
| 22 | C    | Eduard Löwen           | 28 gennaio 1997 (22 anni)   | 7     | 1    | Norimberga          |
| 23 | P    | Markus Schubert        | 12 giugno 1998 (21 anni)    | 1     | 0    | Dinamo Dresda       |

### Serbia
Commissario tecnico:  Goran Đorović
| N. | Pos. | Giocatore          | Data nascita (età)          | Pres. | Reti | Squadra                |
| -- | ---- | ------------------ | --------------------------- | ----- | ---- | ---------------------- |
| 1  | P    | Boris Radunović    | 16 maggio 1999 (20 anni)    | 14    | -8   | Cremonese              |
| 2  | D    | Milan Gajić        | 28 gennaio 1996 (23 anni)   | 24    | 2    | Stella Rossa           |
| 3  | D    | Aleksa Terzić      | 17 agosto 1999 (19 anni)    | 3     | 1    | Grafičar Belgrado      |
| 4  | D    | Nikola Milenković  | 12 ottobre 1997 (21 anni)   | 14    | 0    | Fiorentina             |
| 5  | D    | Erhan Mašović      | 22 novembre 1998 (20 anni)  | 11    | 1    | AS Trenčín             |
| 6  | C    | Uroš Račić         | 17 marzo 1998 (21 anni)     | 8     | 0    | Tenerife               |
| 7  | A    | Nemanja Radonjić   | 15 febbraio 1996 (23 anni)  | 11    | 0    | Olympique Marsiglia    |
| 8  | C    | Danilo Pantić      | 26 ottobre 1996 (22 anni)   | 10    | 3    | Partizan               |
| 9  | A    | Luka Jović         | 23 dicembre 1997 (21 anni)  | 14    | 7    | Eintracht Francoforte  |
| 10 | A    | Andrija Živković   | 11 luglio 1996 (22 anni)    | 17    | 3    | Benfica                |
| 11 | A    | Ivan Šaponjić      | 2 agosto 1997 (21 anni)     | 8     | 3    | Benfica                |
| 12 | P    | Dragan Rosić       | 15 novembre 1996 (22 anni)  | 3     | -1   | Mladost Velika Obarska |
| 13 | D    | Miroslav Bogosavac | 14 ottobre 1996 (22 anni)   | 10    | 0    | Čukarički              |
| 14 | D    | Vukašin Jovanović  | 17 maggio 1996 (23 anni)    | 24    | 0    | Bordeaux               |
| 15 | D    | Svetozar Marković  | 23 marzo 2000 (19 anni)     | 3     | 0    | Partizan               |
| 16 | D    | Srđan Babić        | 22 aprile 1996 (23 anni)    | 5     | 1    | Stella Rossa           |
| 17 | C    | Luka Adžić         | 17 settembre 1998 (20 anni) | 11    | 0    | Anderlecht             |
| 18 | A    | Dejan Joveljić     | 7 settembre 1999 (19 anni)  | 3     | 0    | Stella Rossa           |
| 19 | C    | Lazar Ranđelović   | 5 agosto 1997 (21 anni)     | 4     | 2    | Radnički Niš           |
| 20 | C    | Saša Lukić         | 13 settembre 1996 (22 anni) | 18    | 3    | Torino                 |
| 21 | A    | Igor Zlatanović    | 10 febbraio 1998 (21 anni)  | 6     | 1    | Radnik Hadžići         |
| 22 | A    | Aleksandar Lutovac | 28 giugno 1997 (21 anni)    | 6     | 4    | Rad Belgrado           |
| 23 | P    | Miloš Ostojić      | 21 aprile 1996 (23 anni)    | 1     | 0    | Spartak Subotica       |

## Gruppo C

### Croazia
Commissario tecnico:  Nenad Gračan
| N. | Pos. | Giocatore           | Data nascita (età)         | Pres. | Reti | Squadra             |
| -- | ---- | ------------------- | -------------------------- | ----- | ---- | ------------------- |
| 1  | P    | Ivo Grbić           | 18 gennaio 1996 (23 anni)  | 4     | -2   | Lokomotiva Zagabria |
| 2  | D    | Filip Uremović      | 11 febbraio 1997 (22 anni) | 6     | 2    | Rubin               |
| 3  | D    | Borna Sosa          | 21 gennaio 1998 (21 anni)  | 11    | 3    | Stoccarda           |
| 4  | C    | Ivan Šunjić         | 9 ottobre 1996 (22 anni)   | 14    | 1    | Dinamo Zagabria     |
| 5  | D    | Nikola Katić        | 10 ottobre 1996 (22 anni)  | 4     | 0    | Rangers             |
| 6  | D    | Filip Benković      | 13 luglio 1997 (22 anni)   | 7     | 2    | Celtic              |
| 7  | A    | Josip Brekalo       | 23 giugno 1998 (20 anni)   | 12    | 7    | Wolfsburg           |
| 8  | C    | Nikola Vlašić       | 4 ottobre 1997 (21 anni)   | 16    | 5    | CSKA Mosca          |
| 9  | A    | Marin Jakoliš       | 26 dicembre 1996 (22 anni) | 13    | 5    | Admira Wacker M.    |
| 10 | C    | Alen Halilović      | 18 giugno 1996 (22 anni)   | 14    | 4    | Standard Liegi      |
| 11 | C    | Luka Ivanušec       | 26 novembre 1998 (20 anni) | 10    | 0    | Lokomotiva Zagabria |
| 12 | P    | Josip Posavec       | 10 marzo 1996 (23 anni)    | 14    | -11  | Hajduk Spalato      |
| 13 | C    | Lovro Majer         | 17 gennaio 1998 (21 anni)  | 6     | 0    | Dinamo Zagabria     |
| 14 | C    | Kristijan Bistrović | 9 aprile 1998 (21 anni)    | 2     | 0    | CSKA Mosca          |
| 15 | D    | Branimir Kalaica    | 1º giugno 1998 (21 anni)   | 2     | 1    | Benfica             |
| 16 | D    | Toni Borevković     | 18 giugno 1997 (21 anni)   | 2     | 0    | Rio Ave             |
| 17 | C    | Toma Bašić          | 25 novembre 1996 (22 anni) | 8     | 2    | Bordeaux            |
| 18 | A    | Robert Murić        | 12 marzo 1996 (23 anni)    | 3     | 1    | Rijeka              |
| 19 | A    | Sandro Kulenović    | 4 dicembre 1999 (19 anni)  | 2     | 0    | Legia Varsavia      |
| 20 | C    | Nikola Moro         | 12 marzo 1998 (21 anni)    | 8     | 1    | Dinamo Zagabria     |
| 21 | D    | Domagoj Bradarić    | 10 dicembre 1999 (19 anni) | 3     | 0    | Hajduk Spalato      |
| 22 | D    | Marijan Čabraja     | 25 febbraio 1997 (22 anni) | 2     | 0    | Gorica              |
| 23 | P    | Adrian Šemper       | 12 gennaio 1998 (21 anni)  | 1     | -1   | Chievo              |

### Francia
Commissario tecnico:  Sylvain Ripoll
| N. | Pos. | Giocatore            | Data nascita (età)         | Pres. | Reti | Squadra             |
| -- | ---- | -------------------- | -------------------------- | ----- | ---- | ------------------- |
| 1  | P    | Gautier Larsonneur   | 23 febbraio 1997 (22 anni) | 2     | -3   | Brest               |
| 2  | D    | Kelvin Amian         | 8 febbraio 1998 (21 anni)  | 10    | 1    | Tolosa              |
| 3  | D    | Fodé Ballo-Touré     | 3 gennaio 1997 (22 anni)   | 5     | 0    | Monaco              |
| 4  | D    | Ibrahima Konaté      | 25 maggio 1999 (20 anni)   | 2     | 0    | RB Lipsia           |
| 5  | D    | Dayot Upamecano      | 27 ottobre 1998 (20 anni)  | 7     | 0    | RB Lipsia           |
| 6  | C    | Lucas Tousart        | 29 aprile 1997 (22 anni)   | 18    | 0    | Olympique Lione     |
| 7  | A    | Romain Del Castillo  | 29 marzo 1996 (23 anni)    | 6     | 0    | Rennes              |
| 8  | C    | Houssem Aouar        | 30 giugno 1998 (20 anni)   | 9     | 2    | Olympique Lione     |
| 9  | A    | Moussa Dembélé       | 12 luglio 1996 (22 anni)   | 20    | 11   | Olympique Lione     |
| 10 | C    | Mattéo Guendouzi     | 14 aprile 1999 (20 anni)   | 4     | 0    | Arsenal             |
| 11 | A    | Jean-Philippe Mateta | 28 giugno 1997 (21 anni)   | 6     | 1    | Magonza             |
| 12 | C    | Jonathan Ikoné       | 6 settembre 1998 (21 anni) | 5     | 1    | Lilla               |
| 13 | D    | Colin Dagba          | 24 gennaio 1996 (23 anni)  | 0     | 0    | Paris Saint-Germain |
| 14 | A    | Jonathan Bamba       | 26 marzo 1996 (23 anni)    | 15    | 5    | Lilla               |
| 15 | D    | Malang Sarr          | 23 gennaio 1999 (20 anni)  | 4     | 0    | Nizza               |
| 16 | P    | Maxence Prévot       | 9 aprile 1997 (22 anni)    | 1     | 0    | Sochaux             |
| 17 | D    | Moussa Niakhaté      | 8 marzo 1996 (23 anni)     | 9     | 0    | Magonza             |
| 18 | C    | Ibrahima Sissoko     | 27 ottobre 1997 (21 anni)  | 2     | 0    | Strasburgo          |
| 19 | D    | Anthony Caci         | 1º luglio 1997 (21 anni)   | 0     | 0    | Strasburgo          |
| 20 | A    | Marcus Thuram        | 6 settembre 1997 (21 anni) | 0     | 0    | Guingamp            |
| 21 | C    | Olivier Ntcham       | 9 febbraio 1996 (23 anni)  | 15    | 1    | Celtic              |
| 22 | C    | Jeff Reine-Adélaïde  | 17 gennaio 1998 (21 anni)  | 6     | 0    | Angers              |
| 23 | P    | Paul Bernardoni      | 18 aprile 1997 (22 anni)   | 14    | -10  | Nîmes               |

### Inghilterra
Commissario tecnico:  Aidy Boothroyd
| N. | Pos. | Giocatore             | Data nascita (età)          | Pres. | Reti | Squadra         |
| -- | ---- | --------------------- | --------------------------- | ----- | ---- | --------------- |
| 1  | P    | Dean Henderson        | 12 marzo 1997 (22 anni)     | 8     | -6   | Sheffield Utd   |
| 2  | D    | Aaron Wan-Bissaka     | 26 novembre 1997 (21 anni)  | 2     | 0    | Crystal Palace  |
| 3  | D    | Jay Dasilva           | 22 aprile 1998 (21 anni)    | 11    | 0    | Bristol City    |
| 4  | D    | Jake Clarke-Salter    | 22 settembre 1997 (21 anni) | 9     | 1    | Vitesse         |
| 5  | D    | Fikayo Tomori         | 19 dicembre 1997 (21 anni)  | 12    | 0    | Derby County    |
| 6  | C    | Kieran Dowell         | 10 ottobre 1997 (21 anni)   | 14    | 2    | Sheffield Utd   |
| 7  | A    | Demarai Gray          | 28 giugno 1996 (22 anni)    | 23    | 7    | Leicester City  |
| 8  | C    | James Maddison        | 23 novembre 1996 (22 anni)  | 6     | 0    | Leicester City  |
| 9  | A    | Dominic Solanke       | 14 settembre 1998 (20 anni) | 17    | 9    | Bournemouth     |
| 10 | C    | Phil Foden            | 28 maggio 2000 (19 anni)    | 6     | 0    | Manchester City |
| 11 | C    | Ryan Sessegnon        | 18 maggio 2000 (19 anni)    | 8     | 0    | Fulham          |
| 12 | D    | Jonjoe Kenny          | 15 marzo 1997 (22 anni)     | 14    | 0    | Everton         |
| 13 | P    | Angus Gunn            | 22 gennaio 1996 (23 anni)   | 11    | -9   | Southampton     |
| 14 | D    | Lloyd Kelly           | 6 ottobre 1998 (20 anni)    | 3     | 0    | Bristol City    |
| 15 | D    | Ezri Konsa            | 23 ottobre 1997 (21 anni)   | 6     | 1    | Brentford       |
| 16 | C    | Hamza Choudhury       | 1º ottobre 1997 (21 anni)   | 6     | 0    | Leicester City  |
| 17 | C    | Harvey Barnes         | 9 dicembre 1997 (21 anni)   | 3     | 0    | Leicester City  |
| 18 | C    | Mason Mount           | 10 gennaio 1999 (20 anni)   | 1     | 1    | Derby County    |
| 19 | A    | Dominic Calvert-Lewin | 16 marzo 1997 (22 anni)     | 15    | 7    | Everton         |
| 20 | C    | Morgan Gibbs-White    | 27 gennaio 2000 (19 anni)   | 0     | 0    | Wolverhampton   |
| 21 | A    | Reiss Nelson          | 10 dicembre 1999 (19 anni)  | 5     | 2    | Hoffenheim      |
| 22 | P    | Freddie Woodman       | 4 marzo 1997 (22 anni)      | 6     | -3   | Newcastle Utd   |
| 23 | A    | Tammy Abraham         | 2 ottobre 1997 (21 anni)    | 23    | 8    | Aston Villa     |

### Romania
Commissario tecnico:  Mirel Rădoi
| N. | Pos. | Giocatore          | Data nascita (età)          | Pres. | Reti | Squadra           |
| -- | ---- | ------------------ | --------------------------- | ----- | ---- | ----------------- |
| 1  | P    | Ionuț Radu         | 28 maggio 1997 (22 anni)    | 13    | -9   | Genoa             |
| 2  | D    | Radu Boboc         | 24 aprile 1999 (20 anni)    | 2     | 0    | Viitorul Costanza |
| 3  | D    | Florin Ștefan      | 9 maggio 1996 (23 anni)     | 8     | 0    | Sepsi             |
| 4  | D    | Alexandru Pașcanu  | 28 settembre 1998 (20 anni) | 7     | 0    | Leicester City    |
| 5  | D    | Ionuț Nedelcearu   | 25 aprile 1996 (23 anni)    | 11    | 1    | Ufa               |
| 6  | D    | Cristian Manea     | 9 agosto 1997 (21 anni)     | 15    | 0    | CFR Cluj          |
| 7  | A    | Florinel Coman     | 10 aprile 1998 (21 anni)    | 5     | 1    | FCSB              |
| 8  | A    | Dennis Man         | 28 agosto 1998 (20 anni)    | 8     | 3    | FCSB              |
| 9  | A    | George Pușcaș      | 8 aprile 1996 (23 anni)     | 23    | 16   | Palermo           |
| 10 | C    | Ianis Hagi         | 22 ottobre 1998 (20 anni)   | 14    | 4    | Viitorul Costanza |
| 11 | A    | Adrian Petre       | 11 febbraio 1998 (21 anni)  | 2     | 0    | Esbjerg           |
| 12 | P    | Cătălin Căbuz      | 18 giugno 1996 (22 anni)    | 0     | 0    | Viitorul Costanza |
| 13 | D    | Ricardo Grigore    | 7 aprile 1999 (20 anni)     | 2     | 0    | Dinamo Bucarest   |
| 14 | C    | Vlad Dragomir      | 24 aprile 1999 (20 anni)    | 6     | 0    | Perugia           |
| 15 | D    | Virgil Ghiță       | 4 giugno 1998 (21 anni)     | 1     | 0    | Viitorul Costanza |
| 16 | C    | Dragoș Nedelcu     | 16 febbraio 1997 (22 anni)  | 3     | 0    | FCSB              |
| 17 | C    | Alexandru Cicâldău | 8 luglio 1997 (21 anni)     | 7     | 1    | Viitorul Costanza |
| 18 | D    | Adrián Rus         | 18 marzo 1996 (23 anni)     | 3     | 0    | Sepsi             |
| 19 | A    | Andrei Ivan        | 4 gennaio 1997 (22 anni)    | 1     | 0    | Rapid Vienna      |
| 20 | C    | Andrei Ciobanu     | 18 gennaio 1998 (21 anni)   | 7     | 0    | Viitorul Costanza |
| 21 | D    | Tudor Băluță       | 27 marzo 1999 (20 anni)     | 2     | 1    | Viitorul Costanza |
| 22 | C    | Darius Olaru       | 3 marzo 1998 (21 anni)      | 0     | 0    | Gaz Metan Mediaș  |
| 23 | P    | Andrei Vlad        | 15 aprile 1999 (20 anni)    | 7     | -8   | FCSB              |